# See von Tunis
Der See von Tunis (arabisch بحيرة تونس, DMG Buḥairat Tūnis; auch al-Buḥaira oder El Bahira; frz. Lac de Tunis), auch als Lagune von Tunis bezeichnet, ist eine Salzwasser-Lagune zwischen der tunesischen Hauptstadt Tunis und dem Mittelmeer mit einer Gesamtfläche von 37 km² und einer Tiefe von nur rund einem Meter.

## Geographie
Der See von Tunis gliedert sich heute in einen Nordsee und einen Südsee, die ein durch Tidenhub beeinflusstes Marschland bilden. Die Insel Chikly (auch Chikli oder Chekly) im Norden des Sees von Tunis beherbergt die Festung Santiago Chikly, eine ehemalige römische bzw. spanische Zitadelle. Am nördlichen Ufer des Nordsees erstreckt sich das Neubaugebiet Berges du Lac (Difaf al Boukhaïra).

## Geschichte
Das nördlich gelegene Karthago wurde im 9. oder 8. Jahrhundert v. Chr. von phönizischen Siedlern aus Tyros gegründet. Früher diente der See als natürlicher Hafen von Tunis, das erst nach der arabischen Eroberung und der Zerstörung Karthagos Ende des 7. Jahrhunderts zu überregionaler Bedeutung gelangte. Wegen der fortschreitenden Versandung des Sees ließen die französischen Kolonialherren 1888–1893 den Stadthafen von Tunis durch einen zehn Kilometer langen, 6 Meter tiefen und 45 Meter breiten Kanal mit dem Meer verbinden und parallel einen Damm aufschütten, der den See teilt.

## Verkehr
Über den Damm durch den See führt als Fortsetzung der Avenue Habib Bourguiba die elektrische Schnellbahn Tunis-Goulette-Marsa (TGM) von Tunis zum Hafen von La Goulette und in die nördlichen Küstenvororte Karthago, Sidi Bou Saïd und La Marsa. Nördlich des See von Tunis befindet sich der Flughafen Tunis.